# چلچراغ (فیلم)
چلچراغ فیلمی به کارگردانی و نویسندگی خسرو پرویزی محصول سال ۱۳۵۵ است.

## خلاصه داستان
تعدادی از کارکنان معدن دست به اعتصاب زده‌اند…

## بازیگران
- ناصر ملک مطیعی
- ایرج قادری
- ملوسک
- جلال پیشواییان
- عنایت‌الله بخشی
- خشایار
- مهری ودادیان